# Maculinea hospitali
Maculinea hospitali är en fjärilsart som beskrevs av Vilarrubia 1950. Maculinea hospitali ingår i släktet Maculinea och familjen juvelvingar. Inga underarter finns listade i Catalogue of Life.